# Capim (Paraíba)
Capim  este un oraș în Paraíba (PB), Brazilia.